# روبرت كافاناف
روبرت كافاناف (بالإنجليزية: Robert Kavanaugh)‏ هو طيار وطبيب أسنان أسترالي، ولد في 18 ديسمبر 1906 في Wingham, New South Wales ‏ في أستراليا، وتوفي في 12 سبتمبر 1976 في Concord, New South Wales ‏ في أستراليا.